# Plan 9 from User Space
Plan 9 from User Space (o plan9port o p9p) es un port de varias bibliotecas y aplicaciones del sistema Plan 9 from Bell Labs a sistemas UNIX y similares. Actualmente ha sido probado en varios sistemas operativos como Linux, Mac OS X, FreeBSD, NetBSD, OpenBSD y Solaris/SunOS.
Algunas aplicaciones fundamentales han sido portadas como programas usados por el sistema en sí mismo y las bibliotecas de Plan 9. Todo esto ha sido hecho para funcionar en un entorno similar a UNIX, en lugar de su entorno nativo en Plan 9. Algunos de los componentes portados más importantes son:
- 9P - Un protocolo de sistema de archivos.
- rc - El shell de Plan 9.
- sam - Un editor de texto.
- acme - Una interfaz de usuario para programadores.
- Mk - Una herramienta para compilar software, análoga a make.
- plumber - Un sistema de comunicación entre procesos.
- Venti - Un sistema de almacenamiento en red permanente que almacena bloques de datos.

El nombre del proyecto hace referencia a la película de Ed Wood Plan 9 from Outer Space.